# Kaple sester pomocnic
Kaple sester pomocnic (fr. Chapelle des Sœurs auxiliatrices) je katolická kaple v 6. obvodu v Paříži na Rue Saint-Jean-Baptiste-de-La-Salle č. 14. Kapli spravuje kongregace Sœurs auxiliatrices des âmes du Purgatoire.

## Historie
Kapli vystavěl v letech 1873–1876 architekt Juste Lisch (1828–1910) v místě, kde Eugénie Smet založila kongregaci sester pomocnic.

## Architektura
Kaple je postavena v novobyzantském stylu na půdorysu řeckého kříže a s kupolí ve tvaru diadému s bílými, modrými a žlutými dlaždicemi, které jsou uspořádány do vzoru rybí kosti. Kupole je zakončena velkým zlatým křížem. Kupoli rámují  na čtyřech světových stranách čtyři bronzové sochy andělů, kteří s roztaženými křídly troubí.
Portál zdobí mozaikový tympanon se zlatým pozadím pod trojúhelníkovým frontonem. Mozaika zobrazuje Krista se dvěma holubicemi sklánějícími se nad kalichem. Jedná se o symboliku duší v očistci, které hasí svou žízeň kalichem Krista Spasitele.
Při stavbě byl nad oltářem umístěn baldachýn navrženým Justem Lischem, ten však již neexistuje. Původní výzdobu kaple vytvořil malíř Charles Lameire (1832–1910), ani ta již neexistuje. Pod kupolí se nacházely symboly čtyř evangelistů: svatého Marka, svatého Jana, svatého Lukáše a svatého Matouše. V apsidě byl vymalován Kristus.
Pod kaplí se nachází rozlehlá krypta.